# Superjoint
I Superjoint sono stati un supergruppo musicale sludge metal/hardcore punk, formatosi a New Orleans nel 1993.
Formati da Phil Anselmo (voce, Pantera, Down, Necrophagia), Jimmy Bower (chitarra, Eyehategod, Crowbar, Down), Kevin Bond (chitarra, Christ Inversion), Hank Williams III (basso, nipote di Hank Williams) e Joe Fazzio (batteria, Stressball), sono stati attivi dal 1993 al 2004 come Superjoint Ritual e dal 2014 al 2019 come Superjoint.

## Storia del gruppo
Il gruppo è nato nel 1993, per opera di Bower e Anselmo. Il nome del gruppo, letteralmente rito della supercanna, derivava dal verso di un brano del gruppo black metal Darkthrone, The Pagan Winter. La musica dei Superjoint è fortemente influenzata dall'hardcore punk, dallo sludge, dal thrash metal, dallo stoner rock e da gruppi come Black Flag, Righteous Pigs, Celtic Frost e Voivod.
Durante la prima fase (il periodo Superjoint Ritual) il gruppo ha pubblicato due soli album, entrambi registrati al Nosferatu's Lair, studio di registrazione di proprietà di Anselmo e prodotti da Dave Fortman, già membro degli Ugly Kid Joe. Tutti gli album hanno visto la luce dopo la fine dell'avventura di Anselmo nei Pantera. Prima dello scioglimento furono pubblicati anche due DVD dal vivo, ma dopo la morte di Dimebag Darrell dei Pantera, Anselmo si è ritirato dalle scene per un anno e mezzo e il gruppo si è definitivamente sciolto.
Il gruppo si è poi riformato alla fine del 2014 inizialmente solo per l'Housecore Horror Festival, più avanti il gruppo decide di intraprendere un tour negli Stati Uniti con due nuovi musicisti al basso e alla batteria derivanti dal progetto solista di Anselmo, ovvero Philip H. Anselmo & The Illegals. Per l'occasione, tuttavia, il gruppo ha dovuto usare il nuovo nome Superjoint per ragioni legali. Finito il tour la nuova formazione si ritira nel Nosfertatu's Lair per registrare nuovo materiale che verrà poi pubblicato nell'album Caught Up in the Gears of Application del 2016. Il gruppo si riscioglie nel 2019, con la conferma nel 2021, da parte di Jimmy Bower, che gli ex componenti non hanno nessuna intenzione di riportare insieme la formazione.

## Formazione

### Ultima
- Phil Anselmo - voce (1993-2004, 2014-2019)
- Jimmy Bower - chitarra (1993-2004, 2014-2019)
- Joe Gonzalez - batteria (2014-2019)
- Stephen Taylor - basso (2014-2019)

### Ex componenti
- Kevin Bond - basso (1995-2001), chitarra (2001-2004)
- Joe Fazzio - batteria (1993-2004)
- Hank Williams III - basso (2002-2004)
- Michael Haaga - basso (1995 - 2001)
- Marzi Montazeri - chitarra (1993-1994)

## Discografia
Album in studio
- 2002 - Use Once and Destroy
- 2003 - A Lethal Dose of American Hatred
- 2016 - Caught Up in the Gears of Application

Demo
- 1997 - Demo '95-'96
- 1997 - Demo '97

Singoli
- 2002 - Fuck Your Enemy

Album dal vivo
- 2002 - Live in Dallas, TX 2002
- 2004 - Live at CBGB